# -아인

큰 분자(에티닐에스트라다이올)의 일부인 에티닐기(빨간색을 강조 표시됨)

-아인(영어: -yne)은 유기화학에서 사용되는 접미사로 삼중 결합의 존재를 나타내는 데 사용된다. "-아인" 접미사는 IUPAC 명명법을 따르며 주로 유기화학에서 사용된다. 그러나 삼중 결합 형태의 불포화를 특징으로 하는 무기 화합물은 알카인과 동일한 방법(즉, 해당하는 포화 수소화물의 이름은 "-에인(-ane)"을 "-아인(-yne)"으로 대체함)을 사용해 대체 명명법으로 표시할 수 있다. 접미사 "-diyne"은 삼중 결합이 두 개 있을 때 사용하는 식이다. 불포화 위치는 "-yne" 접미사 바로 앞의 숫자 또는 다중 삼중 결합의 경우 위치로 표시된다. 위치표시자(locant)는 가능한 낮게 선택된다. 일반적으로 접미사로 사용되지만, "-아인(-yne)"은 모체 화합물에 삼중 결합으로 연결된 치환기를 명명하기 위한 접요사로도 사용된다.
이 접미사는 "아세틸렌(acetylene)"이라는 단어의 끝부분이 축약된 형태로 생성되었다. 모음으로 시작하는 다른 접미사가 뒤에 오는 경우 끝부분의 "-e"가 생략된다.

## 같이 보기
- 유기화학의 IUPAC 명명법
- -에인
- -엔
- -인